# ادوين دي فريس
ادوين دي فريس (بالألمانية: Edwin de Vries ) (و. 1950 – م) هو ممثل، وممثل تلفزيوني، وممثل أفلام، ومخرج مسرحي، ومخرج سينمائي، وكاتب سيناريو من مملكة هولندا . ولد في أمستردام.

## جوائز
حصل على جوائز منها:
- Louis d'Or (award) [الإنجليزية]‏
- Arlecchino (award) [الإنجليزية]‏.

## روابط خارجية
- ادوين دي فريس على موقع IMDb (الإنجليزية)
- ادوين دي فريس على موقع ألو سيني (الفرنسية)
- ادوين دي فريس على موقع أول موفي (الإنجليزية)
- ادوين دي فريس على موقع قاعدة بيانات الأفلام السويدية (السويدية)
- ادوين دي فريس على موقع قاعدة بيانات الفيلم (الإنجليزية)
- ادوين دي فريس على موقع كينوبويسك (الروسية)